# 乌什库伊船

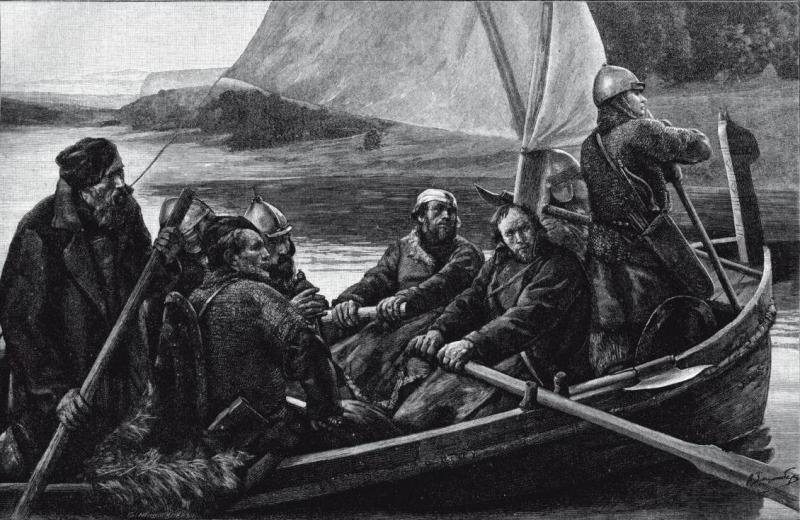
乌什库伊船

乌什库伊船（俄语：Ушку́й）是大诺夫哥罗德历史上一种能在河道中行驶的船隻，乌什库伊船在大约13至15世纪的大诺夫哥罗德境內比較流行。